# Álvaro Pereira
Álvaro Pereira, vollständiger Name Álvaro Daniel Pereira Barragán, (* 28. November 1985 in Montevideo) ist ein uruguayischer ehemaliger Fußballspieler.

## Karriere

### Verein
Der je nach Quellenlage 1,82 m oder 1,85 m große Pereira startete 2004 seine Profikarriere bei Miramar Misiones und wechselte 2005 nach Argentinien zum Quilmes AC. Nachdem Quilmes abgestiegen war, wechselte er 2007 für ca. 200.000 Euro zu den Argentinos Juniors, wo er in einer Saison 35 Spiele (elf Tore) bestritt. 
Im Juli 2008 wechselte er für eine Ablösesumme von 2,5 Mio. Euro zu CFR Cluj. Somit ist er der bis jetzt teuerste Einkauf in der Vereinsgeschichte von Cluj. Am 4. Juni 2009 gab der FC Porto bekannt, 80 % der Transferrechte von Pereira für 4,5 Millionen Euro erworben zu haben. Für Porto absolvierte er in den ersten beiden Spielzeiten (2009/10 und 2010/11) 49 Liga-Spiele und erzielte dabei ein Tor. In der Saison 2011/12 kamen 23 weitere Spiele sowie ein weiterer Treffer hinzu. Überdies konnte er am Ende der Spielzeit 2011/12 auf 20 Champions-League- und 13 Europa-League-Einsätze für Cluj und Porto zurückblicken.
Zur Saison 2012/13 wechselte Pereira für zehn Millionen Euro in die Serie A zu Inter Mailand. Durch Bonuszahlungen kann sich diese Summe auf bis zu 15 Millionen Euro erhöhen. Er unterschrieb einen Vierjahresvertrag bis zum 30. Juni 2016. In seiner ersten Saison bei den Mailändern absolvierte er 28 Spiele in der Serie A und erzielte einen Treffer. Zudem lief er in neun Begegnungen der Europa League auf. In der Spielzeit 2013/14 kam er in fünf Partien (kein Tor) der Serie A zum Zug. Am 21. Januar 2014 wurde sodann sein Wechsel während der laufenden Saison zum FC São Paulo vermeldet. An den brasilianischen Klub wurde er für 18 Monate ausgeliehen. Für die Brasilianer lief er in 32 Ligabegegnungen (ein Tor) auf (Einsatzstatistik Serie A: 21 Spiele/0 Tore; Paulista A1: 11/1) und bestritt sieben Begegnungen (kein Tor) der Copa Sudamericana 2014. Im Januar 2015 wechselte er ebenfalls zunächst auf Leihbasis zum argentinischen Verein Estudiantes de La Plata und wurde im Februar 2016 fest verpflichtet. Dort kam er in 24 Erstligapartien (zwei Tore), zwei Begegnungen (ein Tor) der Copa Argentina und zehn Spielen (kein Tor) der Copa Libertadores 2015 zum Einsatz. Am 1. Februar 2016 vermeldete der spanische Klub FC Getafe seine Verpflichtung im Rahmen einer bis Jahresmitte währenden Ausleihe. Eine Kaufoption wurde nicht vereinbart. Bis Saisonende absolvierte er für die Spanier sechs persönlich torlose Erstligapartien. Anfang Juli 2016 verlieh ihn Estudiantes erneut. Seither ist der paraguayische Klub Cerro Porteño sein Arbeitgeber. Bislang (Stand: 22. Juli 2017) lief er dort in 20 Erstligaspielen (ein Tor), in zehn Begegnungen (zwei Tore) der Copa Sudamericana 2016 und in einer Partie (kein Tor) der Copa Sudamericana 2017 auf. Im Juli 2017 verlängerte er seinen Vertrag bis Jahresende 2018.

### Nationalmannschaft
Pereira gehörte 2005 der uruguayischen U-20-Auswahl an, die an der U-20-Südamerikameisterschaft 2005 in Kolumbien teilnahm.
Er debütierte am 19. November 2008 unter Nationaltrainer Óscar Tabárez mit einem Startelfeinsatz im Stade de France ausgerichteten Freundschaftsländerspiel gegen Frankreich in der A-Nationalmannschaft Uruguays. Das Spiel endete mit einem torlosen Unentschieden.
Mit der uruguayischen Nationalmannschaft nahm Pereira an der Weltmeisterschaft 2010 in Südafrika teil, wo Uruguay den vierten Platz erreichte und Pereira in sechs von sieben Spielen auf dem Platz stand (ein Tor). Ebenso war Pereira Teil der Nationalmannschaft Uruguays, welche die Copa América 2011 in Argentinien gewann. Der Mittelfeldspieler absolvierte in diesem Turnier fünf Partien (zwei Tore). Beim FIFA-Konföderationen-Pokal 2013 wirkte er ebenfalls mit. Bei der Weltmeisterschaft 2014 in Brasilien und bei der Copa América 2015 in Chile gehörte er erneut dem Aufgebot Uruguays an.
Insgesamt absolvierte er bislang 76 Länderspiele, in denen er sieben persönliche Torerfolge vorweisen kann. Sein vorläufig letzter Einsatz datiert vom 17. November 2015.

## Erfolge
Nationalmannschaft
- 1 × Copa América: 2011

CFR Cluj

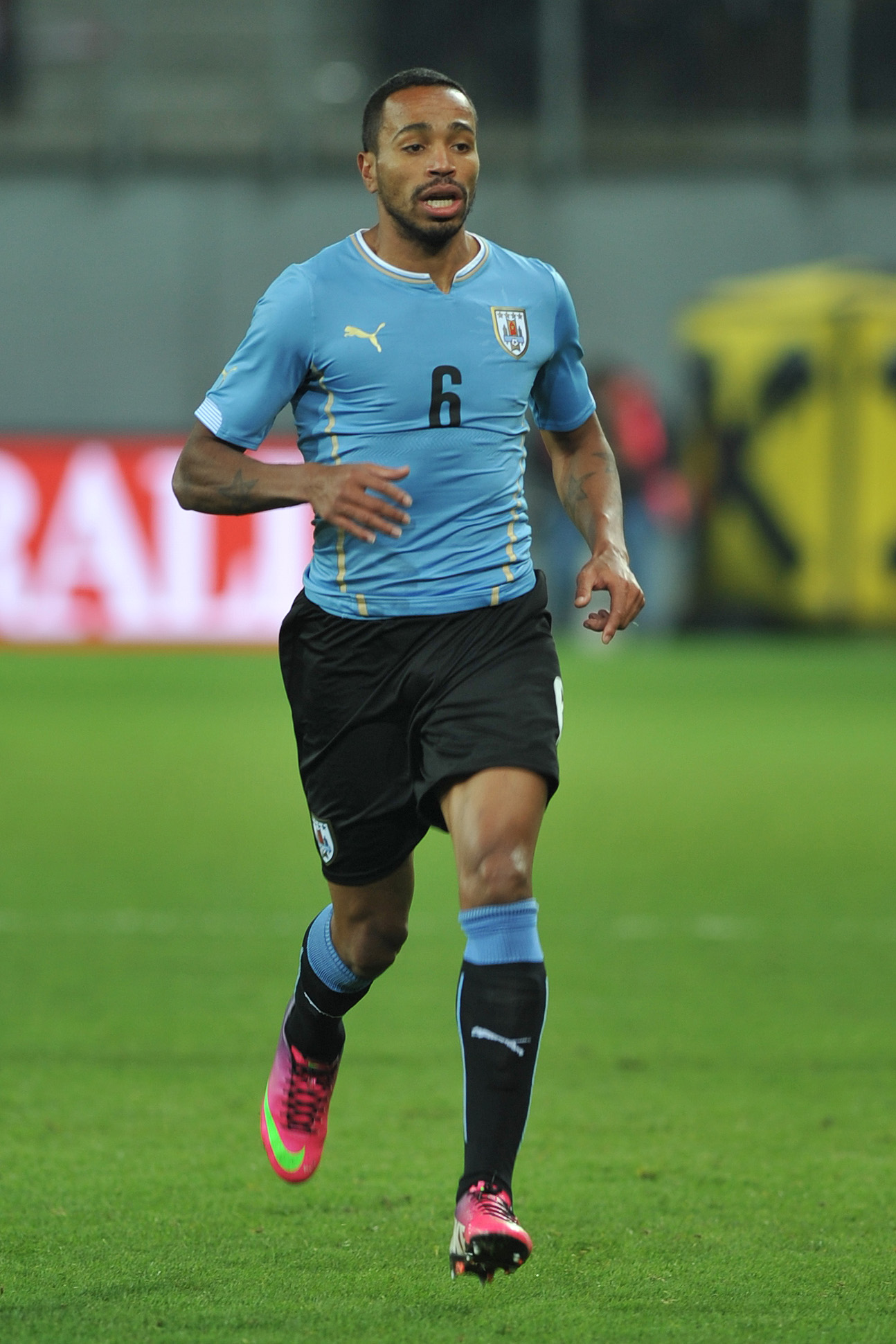
Pereira für Uruguay (2014)

- 1 × rumänischer Pokalsieger: 2008/09

FC Porto
- 1 × UEFA Europa League: 2010/11
- 2 × portugiesischer Meister: 2010/11, 2011/12
- 2 × portugiesischer Pokalsieger: 2009/10, 2010/11
- 1 × portugiesischer Supercup: 2010